# Paracoptops papuana
Paracoptops papuana är en skalbaggsart som beskrevs av Stefan von Breuning 1939. Paracoptops papuana ingår i släktet Paracoptops och familjen långhorningar. Inga underarter finns listade i Catalogue of Life.